# 358
Het jaar 358 is het 58e jaar in de 4e eeuw volgens de christelijke jaartelling.

## Gebeurtenissen

### Europa
- De Salische Franken geven zich in Noord-Gallië onvoorwaardelijk over aan keizer Julianus Apostata. Ze vestigen zich met zijn toestemming in Toxandrië en vormen de eerste Germaanse bondgenoten (foederati) van het Romeinse Rijk. De Franken ondertekenen een verdrag om de Rijngrens te verdedigen.
- 5 augustus - Op de Esquilijn in Rome valt sneeuw, een wonder dat wordt toegeschreven aan de verschijning van Maria (moeder van Jezus) en geeft aanleiding tot de devotie van Onze-Lieve-Vrouwe ter Sneeuw.

### Klein-Azië
- De stad Nicea (huidige İznik) in Anatolië (huidige Turkije) wordt door een zware aardbeving verwoest.

### Zuidoost-Azië
- Het Javaanse koninkrijk Taroemanagara (358-669) wordt gesticht (huidige Indonesië).

## Overleden
- 31 augustus - Paulinus van Trier, bisschop en heilige